# Saison 34 des Simpson
Chronologie
Saison 33 Saison 35
La trente-quatrième saison de la série télévisée d'animation Les Simpson est diffusée aux États-Unis entre le 25 septembre 2022 et le 21 mai 2023 sur le réseau Fox. Elle contient vingt-deux épisodes, parmi lesquels figure le 750e épisode.  
La saison est commandée le 3 mars 2021, en même temps que la saison 33.
Elle sort en France sur Disney+ le 12 juillet 2023.
Elle contient deux épisodes d'Halloween.

## Épisodes
| № | #  | Titre                                                                                         | Réalisation         | Scénario                           | Première diffusion                          | Code de prod. | Audience |
| --- | -- | --------------------------------------------------------------------------------------------- | ------------------- | ---------------------------------- | ------------------------------------------- | ------------- | -------- |
| 729 | 1  | Habeas Tortue Habeas Tortoise                                                                 | Matthew Faughnan    | Broti Gupta                        | 25 septembre 2022 12 juillet 2023 (Disney+) | UABF16        | 4.15     |
| Après que l'humiliation publique l'a forcé à douter de sa propre intelligence, Homer forme un groupe Internet consacré à résoudre le mystère derrière la disparition d'une tortue du zoo de Springfield mais découvre quelque chose de beaucoup plus sinistre. Homer se lance dans une cabale complotiste alors qu'il traque une tortue disparue. Invités : Joe Mantegna : Gros Tony et Jay Pharoah : Drederick Tatum |    |                                                                                               |                     |                                    |                                             |               |          |
| 730 | 2  | Lisa en colère One Angry Lisa                                                                 | Matthew Nastuk      | Jessica Conrad                     | 2 octobre 2022 12 juillet 2023 (Disney+)    | UABF19        | 1,46     |
| Marge décide de rejoindre un groupe de vélo d'appartement, elle s'éprend peu à peu de son instructeur Jesse, ce qui met Homer en colère. Pendant ce temps, Lisa est convoquée pour faire partie d'un jury elle découvre à quel point le processus du tribunal est erroné. Invité : Jane Kaczmarek dans le rôle du juge Harm |    |                                                                                               |                     |                                    |                                             |               |          |
| 731 | 3  | Lisa la scout Lisa the Boy Scout                                                              | Timothy Bailey      | Dan Greaney                        | 9 octobre 2022 12 juillet 2023 (Disney+)    | UABF21        | 3,43     |
| Une histoire sur Lisa rejoignant les Boy Explorers nouvellement mixtes et affrontant Bart est interrompue par deux pirates pseudo-anonymes qui détiennent le programme contre rançon tout en révélant diverses scènes "détruisant le spectacle" qui n'ont jamais été destinées à être diffusées. Parmi ces scènes, citons Lenny qui n'est pas réel, un Bart d'âge moyen revenant au premier spectacle de Noël ("expliquant" la réputation de l'émission pour "prédire l'avenir"), Martin étant en fait un homme marié adulte avec une famille, et Homer se réveillant d'un coma après sa chute dans Springfield Gorge (une référence à une sombre théorie des fans). Parmi les faux clips mélangés, il y a de vrais clips absurdes d'épisodes ridiculisés tels que "Saddlesore Galactica " et " Le plus gros et le plus poilu ". Stars invitées : Anna Faris dans Ashley the Female Hacker, Matthew Friend dans Baby Jeff Goldblum et Megan Mullally dans Sarah Wiggum |    |                                                                                               |                     |                                    |                                             |               |          |
| 732 | 4  | Le roi de la gentillesse The King of Nice                                                     | Debbie Mahan        | Jessica Conrad                     | 16 octobre 2022 12 juillet 2023 (Disney+)   | UABF20        | 1.16     |
| Marge est embauchée comme productrice de segments dans le nouveau talk-show de jour de Krusty . Mais son enthousiasme initial pour le travail s'estompe lorsqu'elle découvre à quel point c'est un cauchemar sans fin Invité : Drew Barrymore : elle-même Renee Ridgeley : Dr Wendy Sage |    |                                                                                               |                     |                                    |                                             |               |          |
| 733 | 5  | Pas Ça Not It                                                                                 | Steven Dean Moore   | Cesar Mazariegos                   | 23 octobre 2022 12 juillet 2023 (Disney+)   | UABF17        | 3,40     |
| Homer et ses amis adolescents sont poursuivis par un clown tueur dans une parodie du roman Ça de Stephen King . Lorsqu'un clown maléfique, changeant de forme et pas drôle commence à manger les enfants de Kingfield, le jeune Homer et ses amis doivent s'unir pour le détruire, ou mourir en essayant. |    |                                                                                               |                     |                                    |                                             |               |          |
| 734 | 6  | Simpson Horror Show XXXIII (Spécial d'Halloween XXXIII) Treehouse of Horror XXXIII            | Rob Oliver          | Carolyn Omine Ryan Koh Matt Selman | 30 octobre 2022 12 juillet 2023 (Disney+)   | UABF18        | 3,95     |
| - Le Pookadook : Marge est possédée par un esprit démoniaque a cause d'un livre maléfique et elle tente de s'en prendre a Maggie. - Le Tome de la Mort : Lisa découvre un cahier de la mort et elle doit ecrire les noms des cibles pour les éliminer. - Simpsonsworld : Les versions robotisées de la famille Simpson deviennent conscientes de soi pour se découvrir dans un parc d'attractions avancé connu sous le nom de Simpsonsworld. Invité : John Roberts : Linda Belcher |    |                                                                                               |                     |                                    |                                             |               |          |
| 735 | 7  | De la bière à la paternité From Beer to Paternity                                             | Ron Oliver          | Christine Nangle                   | 13 novembre 2022 12 juillet 2023 (Disney+)  | OABF01        | 4,77     |
| Duff organise un nouveau concours de mascottes, alors Duffman se bat pour rester pertinent et prouver qu'il n'est pas sexiste en utilisant une photo de Lisa avec lui lors d'un ancien événement promotionnel et en affirmant qu'elle est sa fille. Quand Homer et Lisa confrontent Duffman, il révèle qu'il a vraiment une fille séparée nommée Amber. Alors que Duffman remarque à quel point Lisa est devenue intelligente, il considère Homer comme le père ultime et fait appel à son aide pour renouer avec Amber et gagner le concours. Invités : Paul Brittain comme Brandon et Aubrey Plaza comme Amber Duffman. |    |                                                                                               |                     |                                    |                                             |               |          |
| 736 | 8  | Demi-frère de la même planète Step Brother from the Same Planet                               | Matthew Faughnan    | Dan Vebber                         | 20 novembre 2022 12 juillet 2023 (Disney+)  | UABF22        | 1,21     |
| Pendant la semaine de Thanksgiving, Grampa Simpson commence à sortir avec Blythe. Pendant ce temps, Homer commence à s'occuper du fils de Blythe, Calvin. Pendant ce temps, Bart et Lisa organisent une fête à la maison de retraite de Springfield. Invité : Melissa McCarthy : le beau-frère de Homer |    |                                                                                               |                     |                                    |                                             |               |          |
| 737 | 9  | Quand Nelson rencontre Lisa When Nelson Met Lisa                                              | Steven Dean Moore   | Ryan Koh                           | 27 novembre 2022 12 juillet 2023 (Disney+)  | OABF02        | 1,53     |
| Un regard sur les rencontres fortuites de Lisa adulte avec Nelson Muntz où elle se retrouve prise dans un triangle amoureux improbable avec l'ancien intimidateur et Hubert Wong alors que leurs chemins ne cessent de se croiser. Invité : Simu Liu : Hubert Wong |    |                                                                                               |                     |                                    |                                             |               |          |
| 738 | 10 | Le jeu a changé Game Done Changed                                                             | Timothy Bailey      | Ryan Koh                           | 4 décembre 2022 12 juillet 2023 (Disney+)   | OABF03        | 1,16     |
| Bart découvre un pépin dans le jeu multijoueur en ligne Boblox qui lui permet de dupliquer des éléments sur de vieux ordinateurs, il utilise donc les PC obsolètes de l'école pour démarrer une raquette de ferme Boblox . Lorsque Skinner le découvre, Bart convainc son principal de se joindre à lui en promettant qu'ils peuvent utiliser les bénéfices au profit de Springfield Elementary. Pendant ce temps, Marge découvre qu'elle peut communiquer avec Maggie dans Boblox via des emojis , permettant à sa petite fille de "parler" enfin avec elle. Invité : Montse Hernandez : Astrid |    |                                                                                               |                     |                                    |                                             |               |          |
| 739 | 11 | Crise de hockey Top Goon                                                                      | Chris Clements      | Joel H. Cohen                      | 11 décembre 2022 12 juillet 2023 (Disney+)  | OABF04        | 3,42     |
| Lorsque l'entraîneur Moe recrute les plus grands bagarreurs du monde pour enseigner à Nelson l'art du hockey, |    |                                                                                               |                     |                                    |                                             |               |          |
| 740 | 12 | Ma vie en vlog My Life as a Vlog                                                              | Debbie Mahan        | Jessica Conrad                     | 1er janvier 2023 12 juillet 2023 (Disney+)  | OABF05        | 1,02     |
| À travers une série de vidéos recommandées par YouTube, l'histoire de l'ascension et de la chute de The Simpson Family Vlog est révélée . " Invités : Michael Rapaport, Bob the Drag Queen et Monét X Change |    |                                                                                               |                     |                                    |                                             |               |          |
| 741 | 13 | Les Saints de Springfield The Many Saints of Springfield                                      | Bob Anderson        | Al Jean                            | 19 février 2023 12 juillet 2023 (Disney+)   | OABF06        | 1,37     |
| Lorsque Ned Flanders traverse une période difficile, Fat Tony lui fait une offre qu'il ne peut pas refuser. Mais quand Flanders se rend compte qu'il s'est accidentellement associé à la foule et veut que la relation se termine, Fat Tony avertit de manière inquiétante qu'il n'y a qu'une seule façon pour que cela se produise. Invité : Joe Mantegna |    |                                                                                               |                     |                                    |                                             |               |          |
| 742 | 14 | Carl Carlson et le Rodéo Carl Carlson Rides Again                                             | Michael Polcino     | Loni Steele Sosthand               | 26 février 2023 12 juillet 2023 (Disney+)   | OABF07        | 1.18     |
| Lorsque Carl tombe sous le charme d'une belle femme noire, il explore les racines de sa propre identité en découvrant les origines d'une mystérieuse boucle de rodéo. Invité : Henry Louis Gates |    |                                                                                               |                     |                                    |                                             |               |          |
| 743 | 15 | Sans Bart Bartless                                                                            | Rob Oliver          | John Frink                         | 5 mars 2023 12 juillet 2023 (Disney+)       | OABF08        | 0,93     |
| Lorsque la dernière farce de Bart mène au chaos à l'école primaire de Springfield, Marge et Homer rêvent d'un monde dans lequel leur fils exubérant n'a jamais été un Simpson Invitée : Kerry Washington : Rayshelle Peyton. |    |                                                                                               |                     |                                    |                                             |               |          |
| 744 | 16 | Kirk la Menace Hostile Kirk Place                                                             | Steven Dean Moore   | Michael Price                      | 12 mars 2023 12 juillet 2023 (Disney+)      | OABF09        | 0,77     |
| Lorsque le père de Milhouse, Kirk , s'oppose à une leçon d'histoire scolaire qui dépeint l'un de ses ancêtres sous un mauvais jour, Kirk part en croisade pour censurer et contrôler le programme scolaire - une croisade qu'Homer coopte pour le plaisir et le profit. |    |                                                                                               |                     |                                    |                                             |               |          |
| 745 | 17 | Jeu de quilles Pin Gal                                                                        | Chris Clements      | Jeff Westbrook                     | 19 mars 2023 12 juillet 2023 (Disney+)      | OABF10        | 0,86     |
| Homer apprend que Barney's Bowlarama est en train d'être transformé en un lieu de rencontre branché par Terrence, alors demande au hipster de lui donner une semaine pour prouver que le bowling est toujours populaire. Après qu'Homer ait convaincu une Marge réticente de jouer au bowling, sa performance impressionnante voit Terrence proposer de maintenir le Bowlarama en vie si elle bat un adversaire de son choix. Homer engage un entraîneur pour aider Marge et choisit involontairement le suave français Jacques, ignorant leur passé ensemble |    |                                                                                               |                     |                                    |                                             |               |          |
| 746 | 18 | La Guerre des fans Fan-ily Feud                                                               | Timothy Bailey      | Broti Gupta                        | 23 avril 2023 12 juillet 2023 (Disney+)     | OABF11        | 1,00     |
| Homer insulte publiquement l'icône de la pop Ashlee Starling après que ses fans aient interrompu un match de baseball . Cela fait rapidement de lui la cible de sa fanbase implacable dont Lisa est membre. Alors que la propre famille d'Homer le trahit l'une après l'autre, il découvre bientôt que Starling n'est pas la seule pop star avec une base de fans. |    |                                                                                               |                     |                                    |                                             |               |          |
| 747 | 19 | Annule cet épisode Write Off This Episode                                                     | Matthew Nastuk      | J. Stewart Burns                   | 30 avril 2023 12 juillet 2023 (Disney+)     | OABF12        | 0,89     |
| Marge et Lisa conviennent de créer ensemble une organisation caritative pour aider les moins fortunés. Alors que Lisa tente de rendre leur institution aussi moralement propre et idéale que possible, Marge est emportée par le faste et le glamour d'une collecte de fonds de haut niveau parrainée par l'entreprise , provoquant une rupture entre les deux femmes Simpson alors que leurs visions respectives s'affrontent. |    |                                                                                               |                     |                                    |                                             |               |          |
| 748 | 20 | Les Chenilles très affamées The Very Hungry Caterpillars                                      | Gabriel DeFrancesco | Brian Kelley                       | 7 mai 2023 12 juillet 2023 (Disney+)        | OABF14        | 0,82     |
| Lorsqu'une invasion d'insectes ferme Springfield, les Simpson font face à leur plus grand défi à ce jour… passer du temps en confinement les uns avec les autres |    |                                                                                               |                     |                                    |                                             |               |          |
| 749 | 21 | Clown contre ministère de l'Éducation Clown V. Board of Education                             | Lance Kramer        | Jeff Westbrook                     | 14 mai 2023 12 juillet 2023 (Disney+)       | OABF15        | 0,77     |
| Lorsque Krusty apprend que le clown est un métier en voie de disparition, il ouvre une école de clown pour les enfants. Bart rejoint et découvre enfin un amour pour aller à l'école, et quand beaucoup d'autres enfants suivent ses traces, Krusty découvre bientôt que sa nouvelle école est non seulement plus réussie qu'il ne l'imaginait, mais aussi plus gratifiante personnellement. Mais malheureusement, son succès voit Gros Tony et la foule vouloir une part de l'action. |    |                                                                                               |                     |                                    |                                             |               |          |
| 750 | 22 | Les aventures d'Homer à travers le pare-brise Homer's Adventures Through the Windshield Glass | Bob Anderson        | Tim Long                           | 21 mai 2023 12 juillet 2023 (Disney+)       | OABF13        | 0,87     |
| Après avoir découvert que Marge lui cachait quelque chose, Homer devient tellement furieux qu'il écrase sa voiture dans une bouche d'incendie. Le temps semble ralentir alors qu'Homer se retrouve à voler à travers le pare-brise de la voiture, où une projection de sa psyché sous la forme de la poupée Happy Little Elf de Maggie, Goobie Woo, l'aide à réfléchir sur sa relation avec Marge. Invités : Lizzo : Goobie Woo et elle-même Tim Robinson : Mercer James Sie : Kim Jong-un Bowen Yang : Richard |    |                                                                                               |                     |                                    |                                             |               |          |